# Ceryx expandens
Ceryx expandens är en fjärilsart som beskrevs av Walker 1862. Ceryx expandens ingår i släktet Ceryx och familjen björnspinnare. Inga underarter finns listade i Catalogue of Life.